# William Straube

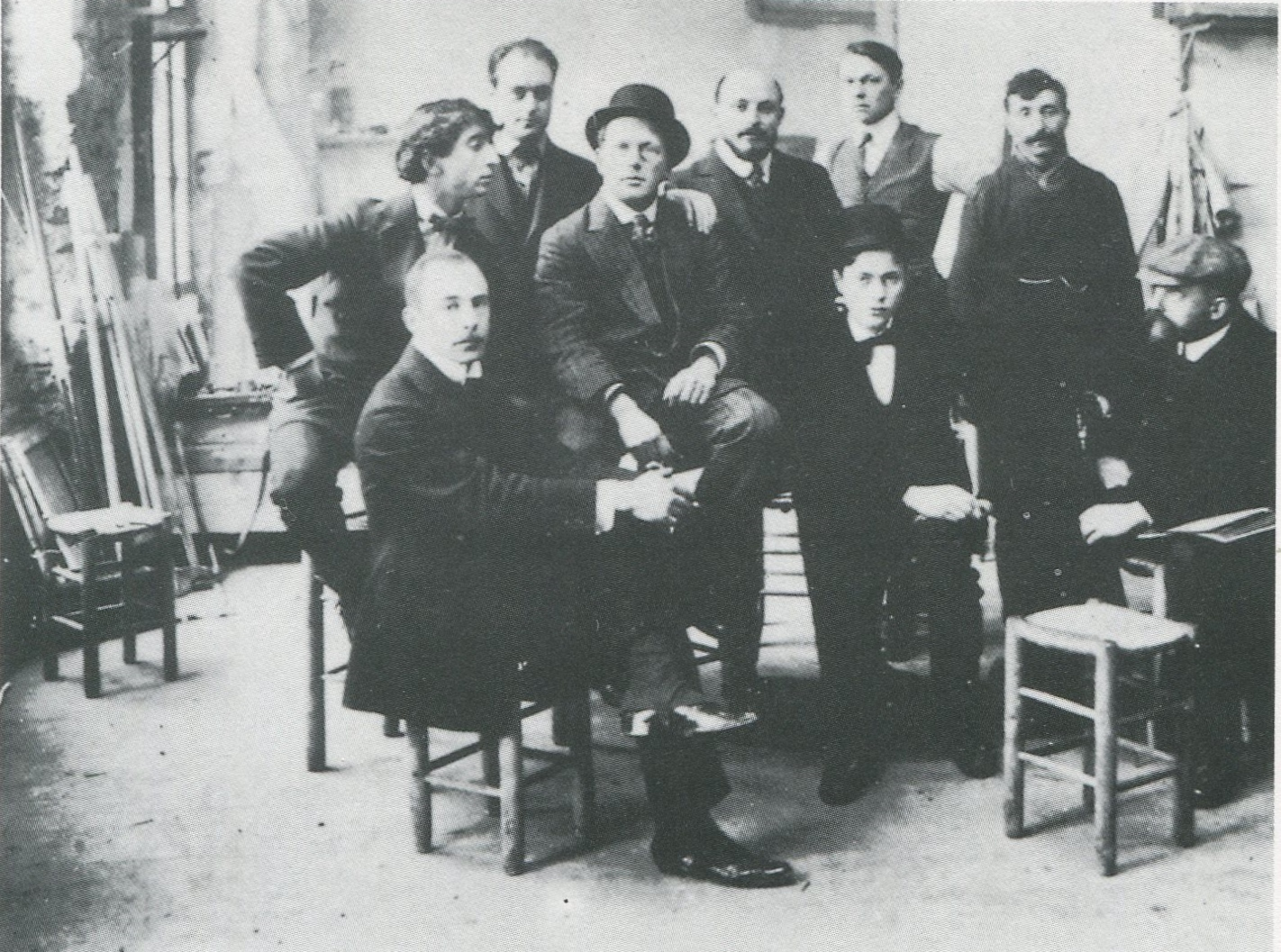
William Straube (ganz rechts) in der Académie Matisse um 1910

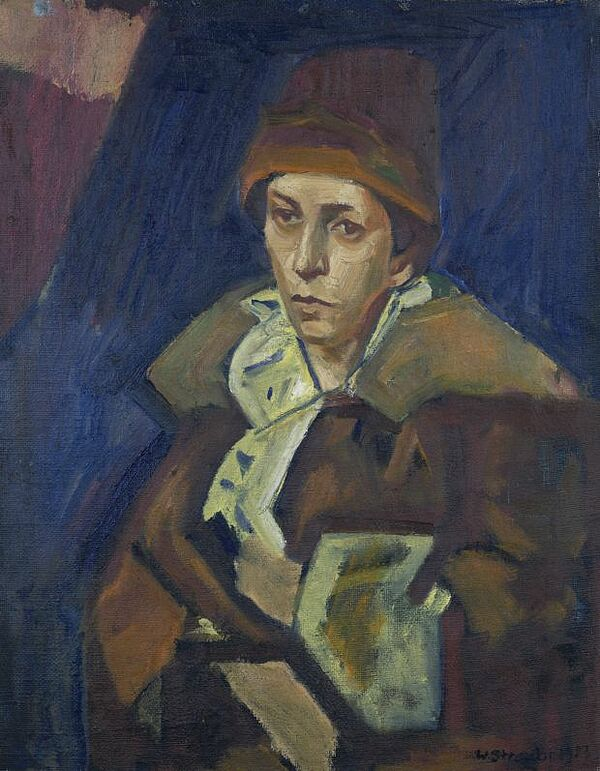
Meine Frau (1923)

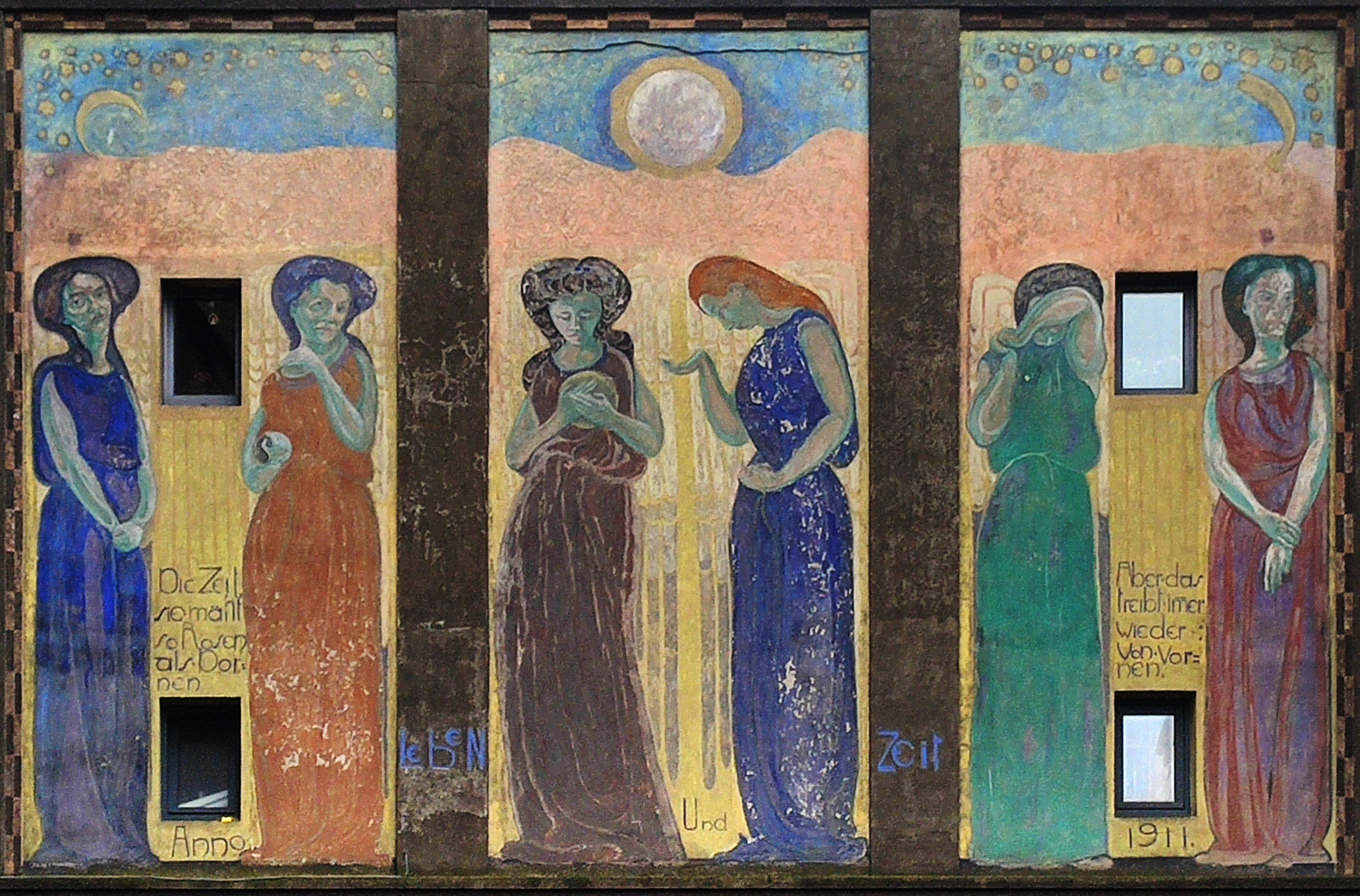
Leben und Zeit (1911, Secco in Koblenz)

William Carl Johannes Bertram Straube (* 10. Juni 1871 in Berlin; † 3. Mai 1954 in Neufrach am Bodensee) war ein deutscher Maler in Berlin und Neufrach.

## Leben
William Straube stammte aus einer sehr kunstsinnigen Berliner Familie und befasste sich schon als Kind mit Zeichnen und Malerei. Sein Vater Johannes Straube war Organist und Harmoniumbauer, seine Mutter Sarah Palmer entstammte der englischen Gentry; der jüngere Bruder Karl Straube wurde ein berühmter Orgelvirtuose und Thomaskantor.
Straube bewegte sich zeitlebens mit wechselnden Akzenten zwischen den Berufsfeldern des Kunstpädagogen und des freien Künstlers. Nach Ausbildungen zum Dekorationsmaler und Zeichenlehrer begann er ein Studium der freien Malerei in Berlin, das er aber trotz des raschen Aufstiegs zum Meisterschüler des Historienmalers Josef Scheurenberg (1846–1914) nach kurzer Zeit abbrach.
1898 übersiedelte Straube nach Koblenz, wo er 20 Jahre lang als Zeichenlehrer arbeitete und seit 1908 auch als freischaffender Künstler. 1911 schuf er im Auftrag der Stadt am Münzplatz ein Secco, das auf der Rückseite eines Torbaus in drei Einzelbildern sechs Frauengestalten zeigt, dazu der Spruch: „Die Zeit, sie mäht so Rosen als Dornen – aber das treibt immer wieder von vornen“, ergänzt durch den Zusatz „Leben und Zeit“. Allgemein wird das Bild als Symbol für Hoffnung und Trauer gesehen.
Prägend waren für Straube zahlreiche Studienreisen u. a. nach England, Spanien, Italien und Nordafrika sowie insbesondere die Jahre an der Pariser Académie von Henri Matisse (1908–1911). Weitere Anregungen gewann er in seinem Studium 1915/16 an der Stuttgarter Akademie bei Adolf Hölzel.
Im Jahr 1918 kehrte Straube nach Berlin zurück, heiratete die bekannte Violinistin Dora von Möllendorff (1886–1971) und nahm wieder eine Stelle als Zeichenlehrer an. Die beiden Söhne aus der Ehe Straubes, Bertram und Peter, fielen im Zweiten Weltkrieg.
Seine letzten knapp drei Lebensjahrzehnte verbrachte Straube mit seiner Frau am Bodensee in Neufrach bei Überlingen, zunächst als Lehrer an der Schule Schloss Salem, seit 1929 wieder als freischaffender Künstler. Dort entstand auch sein Spätwerk, das fast ausschließlich in Aquarell- und Pastellmalerei Landschaftsmotive des Bodensees aufgreift.
William Straube war Mitglied im Deutschen Künstlerbund.

## Werk
Das vielgestaltige Œuvre William Straubes hat sich im Spannungsfeld von französischer Avantgarde und dem Aufbruch der Moderne in Deutschland entwickelt. Neben Vincent van Gogh wurde er von Henri Matisse und Adolf Hölzel beeinflusst. Sein Werk offenbart in einer variantenreichen Stilistik vor allem eine meisterliche Beherrschung der Zeichentechnik. 
1937 wurde in der Nazi-Aktion „Entartete Kunst“ nachweislich neun seiner Bilder aus öffentlichen Sammlungen beschlagnahmt und vernichtet.
Von kunsthistorischer Bedeutung sind neben Straubes Werken auch seine Protokolle etlicher Korrektursitzungen in der Académie Matisse, in denen er die kunsttheoretischen Äußerungen seines Lehrers Henri Matisse festhielt. Den künstlerischen Nachlass Straubes, darunter einen Teil seiner Ölgemälde, zahlreiche Zeichnungen und Skizzenbücher, verwalten das William-Straube-Archiv und das Kunstmuseum Singen.

## 1937 als "entartet" aus öffentlichen Sammlungen beschlagnahmte und vernichtete Werke
- Madonna (Aquarell; Museum für Kunst und Kunstgewerbe Stettin)
- Aktsaal (Aquarell; Museum für Kunst und Kunstgewerbe Stettin)
- Landschaft (Lithografie; Städtische Kunsthalle Mannheim)
- Zwei Türken (Lithografie; Städtische Kunsthalle Mannheim)
- Stehender weiblicher Akt (Kohle-Zeichnung; Museum Folkwang Essen)
- Susanna (Kohle-Zeichnung; Museum Folkwang Essen)
- Anatomie (Kohle-Zeichnung; Museum Folkwang Essen)
- Sitzender Akt (Kohle-Zeichnung; Museum Folkwang Essen)

- Resignation (Kohle-Zeichnung; Museum Folkwang Essen)

## Ausstellungen
- 1998: William Straube: Begegnungen mit der Avantgarde, August-Macke-Haus, Bonn[4]
- 2008: Im Pulse der Moderne. William Straube (1871–1954) – Stationen und Weggefährten, Schloss Achberg

## Zitate
„Nur schwache Naturen werden durch große Beispiele entmutigt und vernichtet, aber die starken werden begeistert und angefeuert.“